# Bărbierul din Sevilla (Rossini)

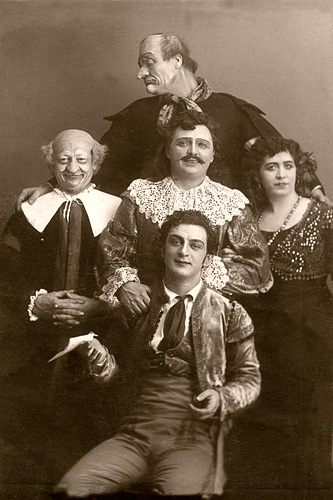
Raprezentarea din 15 noiembrie 1913 la Teatrul Bolșoi din Moscova. (Sus, celebrul bas Feodor Șaliapin)

Bărbierul din Sevilla  (titlul original în italiană Il Barbiere di Siviglia ossia L'inutile precauzione) este o operă bufă în trei acte, compusă de Gioachino Rossini în 1816 avându-l ca figură centrală pe Figaro. În unele situații, actul întâi și al doilea se interpretează fără pauză și sunt luate drept primul act, iar al treilea drept al doilea act.
Alte personaje la fel de importante sunt Rosina, Don Basilio, Doctorul Bartolo și Contele Almaviva. Personajele secundare sunt Bertha, Fiorello. Acțiunea se petrece în Sevilla (Spania), la jumătatea secolului al XVIII-lea. Aceasta operă a fost inspirată din nuvela lui Pierre Beaumarchais cu același nume.

## Acțiunea

### Personajele principale
•  Figaro, frizer în Sevilla (bariton)
•  Contele de Almaviva, aristocrat spaniol, îndrăgostit de tânăra Rosina (tenor)
•  Don Bartolo, doctor în medicină, tutorele Rosinei și pretendentul ei (bas)
•  Rosina, orfană tutelată de Don Bartolo (mezzosoprană)
•  Don Basilio, profesorul de muzică al Rosinei (bas)
•  Berta, menajeră în casa lui Don Bartolo (soprană)
•  Fiorello, servitorul Contelui de Almaviva (bas)
•  Ambrogio, servitorul lui Don Bartolo (bas)

### Actul I și II
În zorii zilei, contele Almaviva, îmbrăcat destul de anonim și ascunzând adevăratul său nume sub pseudonimul Lindoro, împreună cu un grup de muzicanți, face o serenadă sub balconul Rosinei. A zărit-o acum ceva timp la Madrid și, îndrăgostindu-se de ea, a urmărit-o până aici, la Sevilla, unde a aflat cine este și că locuiește cu tutorele ei, bătrânul doctor Don Bartolo. Acesta o păzește ca pe ochii din cap, căci vrea de fapt să se căsătorească cu ea pentru zestrea ei. Dintr-o stradă alăturată apare Figaro, bărbierul și spițerul orașului, cel care făcea și desfăcea tot felul de intrigi printre doamnele și domnii din oraș și cu care Almaviva se cunoștea din alte împrejurări. El își laudă istețimea și se oferă să-l ajute pe conte, căci îl cunoștea pe Don Bartolo și putea intra oricând în casa lui, deci putea face pe mediatorul între Rosina si "Lindoro". Pentru inceput îl sfătuiește să se prezinte in casa doctorului ca un 
soldat bețiv care are un ordin de încartiruire de la regiment chiar acolo, in acea casă. Zis și făcut, mai ales că Almaviva era prieten cu colonelul regimentului ce tocmai sosise în oraș. Însă Don Bartolo contracarează, arătând un act oficial care îl scutea de a găzdui soldați. Se pornește un scandal, în care Rosina, profitând de situație, face schimb de bilețele cu Almaviva/Lindoro. In toiul scandalului apar Don Basilio, profesorul de muzică al Rosinei și prieten al lui Don Bartolo, și Figaro, care încearcă să medieze conflictul. Gălăgia, care se auzea tocmai din stradă, atrage garda militară a orașului. Soldații încearcă să-l aresteze pe Lindoro, însă acesta, făcând un semn discret comandantului gărzii, îi arată pe ascuns o hârtie, care îl face pe acesta să se retragă la fel de discret.

În scena următoare, Don Bartolo discută cu Don Basilio despre această întâmplare. Don Basilio, un intrigant, a aflat deja că soldatul era contele Almaviva și îl sfătuiește să îl discrediteze pe acesta în fața Rosinei, utilizând vreo calomnie.

### Actul III (în casa doctorului Bartolo)
Almaviva se reîntoarce, travestit în maestru de muzică, spunând că este trimis de Don Basilio pentru a-l înlocui, căci acesta ar fi bolnav. Ca să câștige încrederea lui Don Bartolo, îi dă acestuia biletul pe care Rosina i l-a trimis celui pe care îl crede a fi  Lindoro. În timpul lecției, cei doi îndrăgostiți, sub ochii lui Bartolo, își mărturisesc iubirea și își promit unul altuia să fugă împreună la noapte. Intrarea neașteptată a lui Don Basilio riscă să-l demaște pe "maestrul de muzică", dar o pungă cu bani și câteva vorbe suflate la ureche îl conving să plece cum a venit. Figaro vine și el să dea o mână  de ajutor îndrăgostiților și reușește, cu viclenia lui caracteristică, să subtilizeze cheia de la balconul Rosinei, chiar înainte ca Don Bartolo să descopere că a fost înșelat. Înfuriat, bătrânul îi arată Rosinei propriul ei bilet, inducându-i acesteia ideea că Lindoro este omul contelui Almaviva și că doar se preface a fi îndrăgostit, ca să o răpească și să o ducă în dar contelui, care o vrea drept amantă. Disperată, Rosina acceptă să se căsătorească cu tutorele ei, don Bartolo. Acesta se duce el însuși după notar. In timp ce fata își așteaptă soarta, Figaro și contele sosesc și ei să o ia pe Rosina, așa cum se înțeleseseră. Însă ea refuză să-i urmeze și îl acuză pe Lindoro că face jocul contelui Almaviva. Acesta, fericit că Rosina îl iubește fără a ști cine este, își dezvăluie adevărata identitate. Apare Basilio împreună cu notarul și, având de ales între un glonte și un inel, alege desigur să le fie martor celor doi îndrăgostiți la căsătoria lor. Don Bartolo sosește și el, dar era prea târziu: actul de căsătorie fusese deja semnat! Astfel se dovedește că toate precauțiile lui au fost inutile.

## Piese muzicale celebre ale operei

### Arii
- Largo al factotum - Figaro (bariton)
- Una voce poco fa - Rosina (mezzo-soprană)
- Ecco ridente in cielo - Contele Almaviva (tenor)
- La calunnia - Don Basilio (bas)
- A un dottor de la mia sorte - Doctor Bartolo (bas-bariton)

### Duete
- Dunque io son, tu non m'inganni - Rosina, Figaro
- All'idea di quel metallo - Almaviva, Figaro

### Piese orchestrale
- „Uvertura” - de tip francez, dar totodată plină de vitalitate și foarte cunoscută.
- „Interludiul ploii” - interludiu instrumental scurt, sugerând imaginea unei furtuni torențiale cu trăsnete și fulgere, plasat la mijlocul celui de-al doilea act.